# Мирсагатов, Мирза Усманович
Мирсагатов Мирза Усманович (1902—1982) — уролог, заслуженный врач Узбекской ССР.

## Биография
Родился в семье пекаря-лепёшечника. С десяти лет начал помогать отцу. Учился в узбекской школе. После окончания 4 классов поступил на рабфак, где проучился до 1923 года. При этом, с 1920 по 1923 гг. состоял в отряде части особого назначения «ЧОН» по охране особо опасных объектов в городе Ташкенте.
В 1923 году был командирован в Москву для обучения в 1-м Московском Государственном Университета на медицинский факультет.
1928 год — окончил МГУ: поступил в аспирантуру при Государственном венерологическом институте. Закончив аспирантуру он вернулся в Ташкент, откуда был командирован в Самарканд в Узбекский Медицинский институт.
1931—1932 гг. — заведующий областным Самаркандским Венерологическим диспансером.
1933—1935 гг. — директор Республиканской больницы города Самарканда. В 1934 году познакомился с Юлиусом Фучиком. После данной встречи в дальнейшем Юлиус Фучик напишет ряд очерков О Средней Азии. В одном из очерков упоминается о жизни Мирзы Усмановича в молодые годы.
.
с 1935 года работал в московской 1-й горбольнице. Защитил диссертацию на соискание ученой степени кандидата медицинских наук по теме «Отдаленные результаты сужения уретры». Работал по совместительству в поликлинике Вейсбора при гонорейном кабинете (Москва).
1938—1940 гг. — работал директором Ташкентского медицинского института им. Молотова. Был участником Великой Отечественной войны. Работал одновременно старшим ассистентом урологической клиники ТашМИ (до 1950 года). В дальнейшем был консультантом-урологом в областной поликлинике при Верховном Совете и Совете Министров Уз ССР.
После ухода на пенсию он продолжал трудовую деятельность, оказывая консультации по малой урологии.

## Правительственные награды и звания
- Ордена — «Отечественной войны II-ой степени» и «Красная звезда»
- Медали — «За боевые заслуги», «За оборону Кавказа», «За победу над Германией в Великой Отечественной войне 1941—1945 гг.»
- Орденом «Красного Знамени» за долголетнюю безупречную работу (1954 год).
- «Заслуженный врач Узбекской ССР» (28 ноября 1947 года)
- Отмечен почетными грамотами Президиума Верховного Совета Уз ССР.